# Rezerwat przyrody Grądy nad Lindą
Rezerwat przyrody Grądy nad Lindą – leśny rezerwat przyrody w gminie Zgierz, w powiecie zgierskim, w województwie łódzkim, leżący na terenie Nadleśnictwa Grotniki, tuż przy północno-zachodniej granicy administracyjnej miasta Zgierza. Zajmuje powierzchnię 55,83 ha. Jego główną atrakcją jest kompleks źródeł i wysięków wody. Rezerwat obejmuje fragment rzeki Lindy oraz jej prawobrzeżnego dopływu.
Według aktu powołującego celem ochrony jest zachowanie ze względów naukowych, dydaktycznych i krajobrazowych fragmentu rzeki Lindy, jej dopływu i źródlisk oraz grądów i łęgów jesionowo-olszowych o cechach lasów naturalnych.
Według obowiązującego planu ochrony ustanowionego w 2013 roku (zmienionego w 2015), obszar rezerwatu objęty jest ochroną czynną.
Przez północną część rezerwatu prowadzi edukacyjna ścieżka przyrodniczo-leśna, która ma kształt pętli o długości 1,5 km.